# Буров, Виктор Николаевич
Виктор Николаевич Бу́ров (1914—2005) — советский учёный-судостроитель, доктор технических наук, профессор, заслуженный деятель науки и техники РСФСР, писатель, Герой Социалистического Труда, начальник 1-й Центрального научно-исследовательского института Министерства обороны Российской Федерации, инженер-вице-адмирал.

## Биография
Виктор Николаевич Буров родился 12 февраля 1914 года в Москве.
14 июня 1933 года поступил в Военно-морское инженерное училище имени Ф. Э. Дзержинского, которое окончил в июне 1938 год и был зачислен адъюнктом при училище. В августе 1938 года назначен инженером первого отдела Управления Кораблестроения ВМФ, в феврале 1941 год стал старшим инженером отдела. В октябре 1939 года вступил в члены ВКП(б).
Участник Великой Отечественной войны. В 1941 году Буров был направлен на Каспийском море, где руководил проведением испытаний головного корабля новой серии, Большого охотника за подводными лодками проекта 122а «Артиллерист» и позже «Минёр». В 1943 году был командирован на Черноморский флот. В Сталинграде на судостроительном заводе № 264 Наркомата судостроительной промышленности руководил работой по ремонту слипа, разработал метод подъёма кораблей на берег и установки их на транспортёр, организовал демонтаж и ремонт боевых кораблей, разработал методику транспортировки кораблей железнодорожным транспортом. За годы войны был награждён орденом Красной Звезды и медалью «За боевые заслуги».
В 1945—1947 годах был командирован в США. В составе правительственной комиссии участвовал в работе по закупке кораблей. В 1947 году назначен начальником отдела Главного управления кораблестроения ВМФ. С 1949 года был районным инженером военной приемки на Ленинградском судостроительном заводе имени А. А. Жданова.
С 1956 года — старший научный сотрудник, начальник управления 1-й Центрального научно-исследовательского института Министерства обороны СССР, с 1965 года — заместитель начальника института по научной работе.
В 1967 году В. Н. Буров вошёл в состав Научного совета по комплексной проблеме «Гидрофизика» при Президиуме Академии наук СССР.
В 1969—1983 годах инженер-вице-адмирал В. Н. Буров возглавлял 1-й Центральный научно-исследовательский институт Министерства обороны Российской Федерации — ныне филиал Военного учебно-научного центра «Военно-Морская академия имени адмирала Флота Советского Союза Н. Г. Кузнецова». В 1969 году защитил докторскую диссертацию, с 1970 года — профессор.
В 1970-х годах принимал участие в создании и внедрении в ЦНИИ МО системы автоматизированного проектирования (САПР) — принципиально нового программно-технического инструмента проектных исследований.
В 1971 году В. Н. Бурову присвоено звание инженер-вице-адмирал, в 1974 году стал лауреатом Государственной премии СССР.
В 1980 году был удостоен звания Героя Социалистического Труда.
В 1984—1987 годах осуществлял научное руководство восстановительно-реставрационными работами на крейсере «Аврора», в ходе которых были заново воспроизведены по дореволюционным образцам 80 наименований утраченных предметов вооружения и технических средств в количестве 244 единиц.
В 1987 г. совместно с В. Е. Юхниным опубликовал книгу «Крейсер „Аврора“. Памятник истории отечественного кораблестроения».
Последним трудом В. Н. Бурова стала фундаментальная монография «Отечественное военное кораблестроение в третьем столетии своей истории» (1995).
Умер В. Н. Буров 2 сентября 2005 года в городе Сочи.

## Награды и звания
- Герой Социалистического Труда с вручением медаль «Серп и Молот» (1980);
- орден Ленина (1967, 1980);
- орден Октябрьской Революции (1988);
- орден Красного Знамени (1954);
- орден Красной Звезды (1944, 1949);
- орден Отечественной войны 1-й степени (1985);
- орден Трудового Красного Знамени (1966);
- орден «За службу Родине в ВС СССР» 3-й степени (1975);
- медали, в том числе медаль «За боевые заслуги» (1944);
- заслуженный деятель науки и техники РСФСР (1974);
- Государственная премия СССР (1984)[1].